# 卢昱宇
卢昱宇（1977年6月14日—），中國媒體人，出生於中華人民共和國贵州省遵义市，因創辦維權信息平台非新聞而被判刑。

## 生平
2011年10月，他因轉發陳光誠的消息，被上海警方約談。2012年4月，卢昱宇在上海南京路举牌，要求官员公开财产以及允許自由選舉，被警方拘留10天。同年6月，卢昱宇在广州因被指控非法集会而被关押1天。2013年底，卢昱宇結識了女友李婷玉，兩人共同創辦平台非新闻，該平台主要搜集中国各地发生的群体事件、抗议和社会问题。期間警察来到他和李婷玉位于珠海的暫住場所，警告他们不要继续发布維權信息。後來房东拒绝和他们续租。之後兩人又搬到了雲南大理市。
2016年6月15日，两人被当局以寻衅滋事罪拘留。2016年年11月8日，兩人获得了由记者无疆界和法国电视五台共同设立的年度国际新闻自由奖的公民记者自由奖。2017年8月3日，卢昱宇被云南大理市法院判刑入狱4年。李婷玉被判刑两年、缓刑三年。卢昱宇不服提出上诉。同年9月25日，云南大理州中级法院二审维持原判。卢昱宇被关押期间遭到殴打和虐待，而且還要缝纫牛仔裤、裙子和一些其他服装，每月工資數美元。其在監獄中還患上了抑郁症。2020年6月15日，卢昱宇刑满释放，回到遵義。出獄前夕當局警告他不要前往北京、上海、新疆。 警察來到卢昱宇的住處所索要其手机号码。公安局政治安全保卫部门的人会聯繫他。2020年8月4日上午，警察來到卢昱宇所在的单身公寓，將人带手机、电脑一并带到警局。8月6日，警方又警告卢昱宇不准翻墙，不准接受采访。卢昱宇之後前往廣州，但被警方發現，警方將其拉到火車站讓其離開廣州。